# Junkers A50

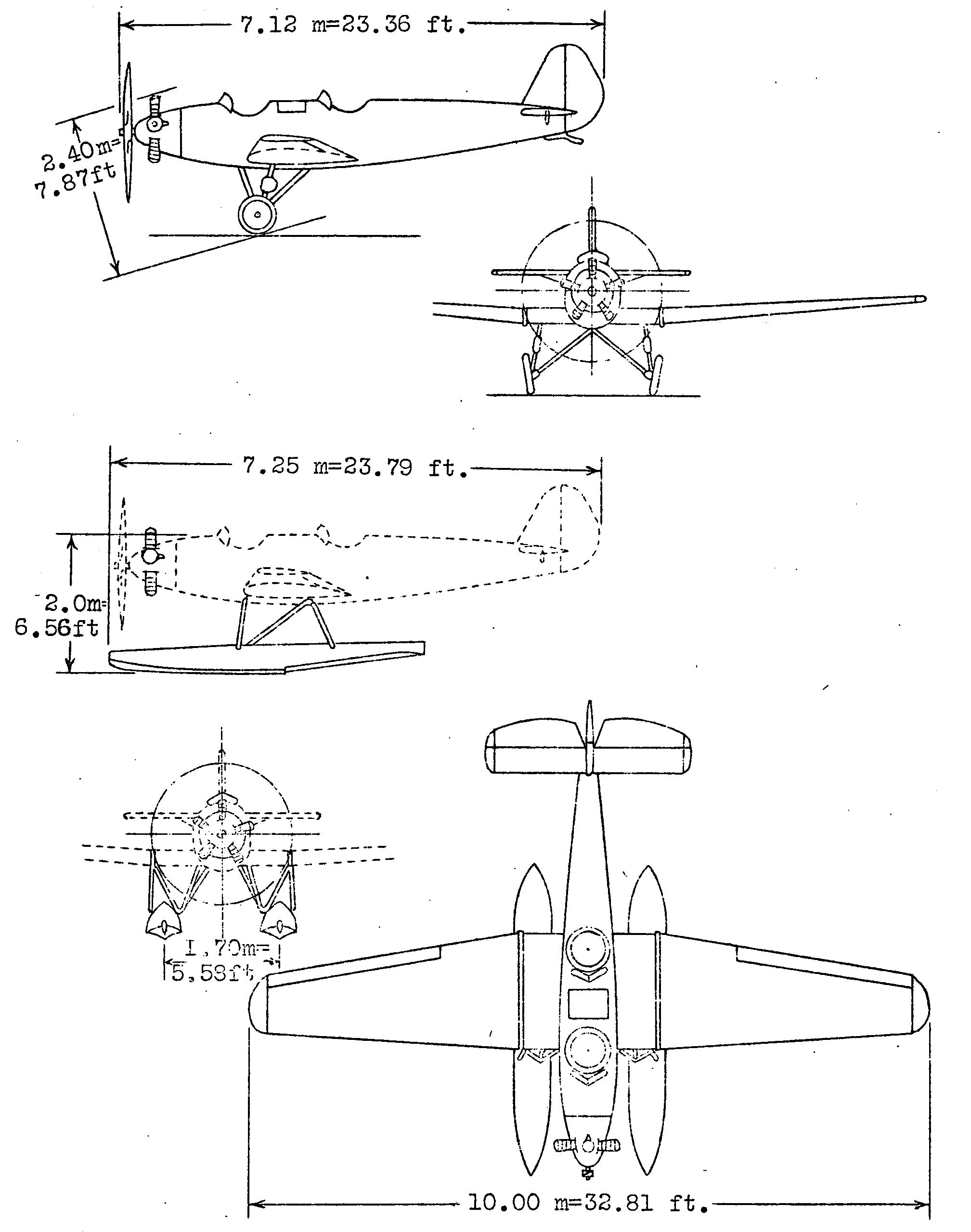
Схематичне зображення літака Junkers A50

«Юнкерс» A50 (нім. Junkers A50) — німецький двомісний спортивний літак, розроблений у 1920-х роках компанією Junkers Flugzeugwerke.

## Зміст
Наприкінці 20-х років Йоганн Арнцен запропонував Гуго Юнкерсу проєкт суцільнометалевого спортивного літака. Юнкерс передав цей проєкт, котрий одержав позначення EF 31, конструктору Полману. Літак призначався насамперед для спортивних польотів, навчання та виконання фігур вищого пілотажу, але міг також використовуватися приватними пілотами для повітряного туризму.
Восени 1928 року літак отримав позначення A 50 (J50). 13 лютого 1929 року прототип A 50 здійснив перший політ, а потім у Дессау збудували ще чотири літаки для випробувань, оснащених різними двигунами. Для просування літака було розгорнуто широка рекламна компанія, що включала дальні перельоти у світі. Оснащені додатковими паливними баками, A 50 літали з Німеччини в різні пункти призначення, такі як Тенерифе на Канарах та Японію. 18 серпня 1931 року, стартувавши з Берліна Марга фон Етцдорф розпочала поодинокий переліт на A 50 до Токіо, ставши першою жінкою, яка це зробила. У 1932 році інший літак здійснив переліт з Гельсінкі до південноафриканського Кейптауна, а потім повернувся до Дессау в Німеччині.
Рекламна кампанія дала результати. Літак був проданий в багато країн, проте, оптимістичні прогнози про продаж 5000 примірників як свого роду «народний літак», не виправдалися, оскільки він був доволі дорогим — 16 000 рейхсмарок, до того ж у жовтні 1929 року вибухнула глобальна економічна криза. Тому всього було збудовано лише 69 екземплярів Junkers A-50. Випуск A-50 був закінчений у 1931 році, але продажі тривали до 1935.

## Модифікації
- Junkers J50 — прототип літака з 47 кВт двигуном Junkers David або 37 кВт Anzani
- Junkers A50 — варіант літака з 59 кВт радіальним двигуном Armstrong Siddeley Genet
- Junkers A50ba — версія літака з 63 кВт чехословацьким двигуном Walter Vega. 1 од.
- Junkers A50be — літак з 59 кВт двигуном Armstrong Siddeley Genet
- A50ce — версія літака з 63 кВт двигуном Armstrong Siddeley Genet II (або на експорт 74 кВт Armstrong Siddeley Genet Major) та складними крилами
- A50ci — варіант літака з 65 кВт двигуном Siemens-Halske Sh 13 та складними крилами
- A50fe — варіант літака з 63 кВт двигуном Armstrong Siddeley Genet II, удосконаленим планером та складними крилами
- KXJ1 — один зразок літака, поставлений на замовлення авіації імперського флоту Японії

## Країни-оператори
Австралія
- Королівські ПС Австралії

 Аргентина
- Повітряні сили Аргентини

 Болівія
- Повітряні сили Болівії
- Lloyd Aéreo Boliviano

 Бразилія
- Повітряні сили Бразилії

 Велика Британія
- Королівські Повітряні сили Великої Британії

 Веймарська республіка/ Третій Рейх
- Рейхсвер/ Люфтваффе

 Парагвай
- Повітряні сили Парагваю

 Південна Африка
- Повітряні сили Південної Африки
- South African Airways

 Папуа Нова Гвінея
- Португалія
  -  Повітряні сили Португалії

 Королівство Угорщини (1920–46)
- Королівські повітряні сили Угорщини

 Фінляндія
- Повітряні сили Фінляндії

 Швейцарія
- Повітряні сили Швейцарії

 Швеція
- Повітряні сили Швеції

 Японська імперія
- Авіація імперського флоту Японії